# One57
One57, do května 2011 známý jako Carnegie 57, přezdívaný  též „The Billionaire Building“ (miliardářská budova), je 75patrový mrakodrap nacházející se na adrese 157 západní 57. ulice, mezi 6. a 7. Avenue na Manhattanu v New York City v USA.
Po svém dokončení v roce 2014 byl se svými 306 metry krátce nejvyšší obytnou budovou ve městě, což mu vydrželo až do dokončení mrakodrapu 432 Park Avenue (426 m). Má 75 nadzemních pater a 2 podzemní, a celková podlahová plocha budovy je přibližně 79 300 m2. V budově sídlí pětihvězdičkový Park Hyatt Hotel společnosti Hyatt Hotels Corporation s 210 pokoji zabírající prvních 30 poschodí, nad nímž se nachází 94 kondominiálních bytových jednotek, z toho dva mezonety každý o výměře 930 m2. Nejvyšší patro se nachází ve výšce 275 metrů. Vertikální přepravu osob zajištuje 8 výtahů. Celkové stavební náklady se vyšplhaly na 1,5 mld. USD.
Výstavba mrakodrapu probíhala v letech 2009–2014. Stojí za ním francouzský architekt Christian de Portzamparc, přičemž první představy o takovém typu budovy pocházejí už z roku 1998. Během výstavby byl 29. října 2012 Hurikánem Sandy poškozen stavební jeřáb. Po dokončení se s výškou 306 m stal nejvyšší obytnou budovou v zemi. K březnu 2021 je 25. nejvyšší budovou ve městě.

## Cena bytů
Budova byla věhlasná nejdražšími rezidencemi ve městě, prodanými i za 100,5 nebo 91,5 milionu dolarů. Koncem roku 2010 však začaly prodejní ceny klesat kvůli všeobecnému poklesu trhu s luxusními byty. Koncem roku 2018 se v New Yorku trh s luxusními nemovitostmi zastavil. Od roku 2019 situaci navíc zhoršila koronavirová pandemie (Covid-19). Vlastník budovy, společnost Extell, musel přejít k podstatně lukrativnějším nabídkám, aby nepřišel o nájemníky. Zejména poklesla cena bytových jednotek. Za čtverečný metr se v roce 2020 zaplatilo 42 000 dolarů, zatímco v roce 2014 až 63 210 dolarů. Nejdražší rezidenci ležící na 88. podlaží společnost prodala za „pouhých“ 28 milionů dolarů, zatímco její původní cena byla o 41 % vyšší.